# Huimin, Hohhot
Huimin är ett stadsdistrikt i Hohhot i den autonoma regionen Inre Mongoliet i norra Kina.